# Lutilhous
Lutilhous är en kommun i departementet Hautes-Pyrénées i regionen Occitanien i sydvästra Frankrike. Kommunen ligger i kantonen Lannemezan som tillhör arrondissementet Bagnères-de-Bigorre. År 2022 hade Lutilhous 214 invånare.

## Befolkningsutveckling
Antalet invånare i kommunen Lutilhous
| Referens: INSEE |